# Амон, Анжелика
Анжелика Амон (Angelika B. Amon; 10 января 1967, Вена — 29 октября 2020) — австрийско-американский цитолог и молекулярный биолог, специалист в области регуляции клеточного цикла, а также анеуплоидии, с работами, имеющими значение для онкологии.
Доктор философии, профессор Массачусетского технологического института и (с 2000) исследователь Медицинского института Говарда Хьюза. Член Национальной АН США (2010) и иностранный член Австрийской АН (2015).

## Биография
Уже в детстве увлеклась биологией: «Я вырезала каждую статью о растениях и животных, которую могла найти», — вспоминала она.
Окончила Венский университет (бакалавр биологии) и там же в 1993(4?) году получила докторскую степень. Являлась постдоком в Whitehead Institute у Рут Леманн, с 1996 года фелло этого института. С 1999 года ассистент-профессор биологии Массачусетского технологического института, впоследствии его именной профессор (Kathleen and Curtis Marble Professor of Cancer Research) онкологии. Член научно-консультативного совета Cold Spring Harbor Laboratory. Член редколлегий Cell, Developmental Cell, Genes & Development, и ранее Current Biology.
Член Американской академии искусств и наук (2017) и Американского общества клеточной биологии, иностранный член EMBO (2015).
Анжелика Амон умерла в 2020 году от рака яичников.

## Личная жизнь
Была замужем за Йоханнесом Уэйсом. В браке родились две дочери — Тереза и Клара.

## Награды и отличия
- Presidential Early Career Award for Scientists and Engineers[англ.] (1998)
- Eli Lilly and Company-Elanco Research Award[нем.] (2003)
- Премия Алана Уотермана Национального научного фонда (2003)[8]
- ASBMB[англ.] Amgen Award (2007)
- Paul Marks Prize for Cancer Research[англ.] (2007, совместно с Todd Golub[англ.] и Gregory Hannon[англ.])[9]
- NAS Award in Molecular Biology[англ.] (2008)
- Ernst Jung Prize[англ.] по медицине (2013)
- Genetics Society of America Medal[англ.] (2014)
- Sandra K. Masur Senior Leadership Award, Американское общество клеточной биологии (2015)[10]
- Women in Cell Biology Senior Award[англ.], Американское общество клеточной биологии (2015)
- AACR-Women in Cancer Research Charlotte Friend Memorial Lectureship (2016)
- Vanderbilt Prize in Biomedical Science (2018)
- Премия за прорыв в области медицины (2019)[11]
- Vilcek Prize[англ.] в области биомедицинских наук одноимённого фонда (2019)[4]
- HFSP Nakasone Award[нем.] (2020)
- Ernst W. Bertner Memorial Award (2020)